# Veronica Lake
Veronica Lake, pseudonimo di Constance Frances Marie Ockleman (Brooklyn, 14 novembre 1922 – Burlington, 7 luglio 1973), è stata un'attrice statunitense.
Ebbe un periodo di grande popolarità nella prima metà degli anni quaranta, specialmente come interprete di film noir spesso in coppia con Alan Ladd. È considerata anche un'icona dello stile di quegli anni, soprattutto per la sua celebre pettinatura con un'onda sul lato destro che le copriva metà volto (detta peekaboo bang), divenuta all'epoca di gran moda fra le giovani americane.

## Biografia
Nata a Brooklyn il 14 novembre del 1922, a un anno Veronica Lake si trasferì con la famiglia in Florida, per tornare a Brooklyn nel 1927. Il padre Harry Eugene Ockelman, che lavorava nel settore petrolifero, morì in un'esplosione nel 1932, lasciandola orfana a 10 anni. L'anno successivo la madre, Constance Frances Charlotta Trimble, si risposò con l'amico Anthony Keane, dal quale Constance prese il cognome. Frequentò una rigida scuola cattolica a Montréal in Canada, poi un liceo di Miami; è in questo periodo che a Constance, secondo sua madre, sarebbe stata diagnosticata una probabile prima forma di schizofrenia.
Come terapia, nel 1938 la madre la iscrisse ad una rinomata scuola di recitazione di Beverly Hills (dove tutta la famiglia si era trasferita), nonostante la ragazza desiderasse diventare chirurgo. Dopo aver ottenuto piccole parti con il nome di Constance Keane in alcuni film della RKO, tra cui Sorority House, nel 1941 cominciò ad essere notata e fu segnalata al produttore Arthur Hornblow, che cercava un'attrice per il film I cavalieri del cielo. Constance fu quindi messa sotto contratto dalla Paramount, per 75 dollari la settimana, col nome d'arte di Veronica Lake, scelto da Hornblow perché i suoi occhi gli ricordavano "un lago azzurro, calmo e limpido". Lo stesso anno diede alla luce Elaine, avuta dal marito John Detlie, sposato l'anno prima.

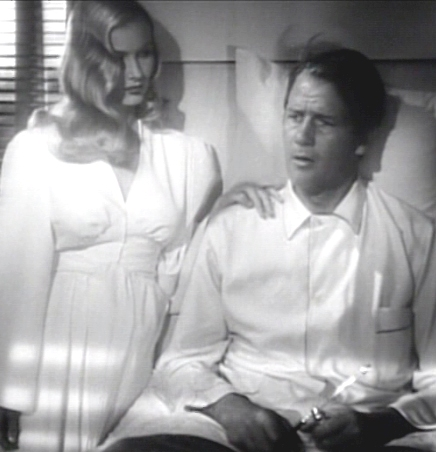
Veronica Lake con la celebre pettinatura e Joel McCrea nel film I dimenticati (1941)

Il 1941 fu l'anno della consacrazione, con I cavalieri del cielo, accanto a Ray Milland. Seguì una serie di film di grande successo, come I dimenticati (1941), Ho sposato una strega (1942), e Sorelle in armi (1943), un film di propaganda bellica con Paulette Goddard e Claudette Colbert. I film più amati e apprezzati furono i noir in coppia con Alan Ladd, Il fuorilegge (1942) e La chiave di vetro (1942): il sodalizio, che sullo schermo si rivelò notevole, nacque per esigenze della Paramount, poiché Ladd era l'unico attore abbastanza basso da recitare al fianco della Lake, alta 1,50 m.

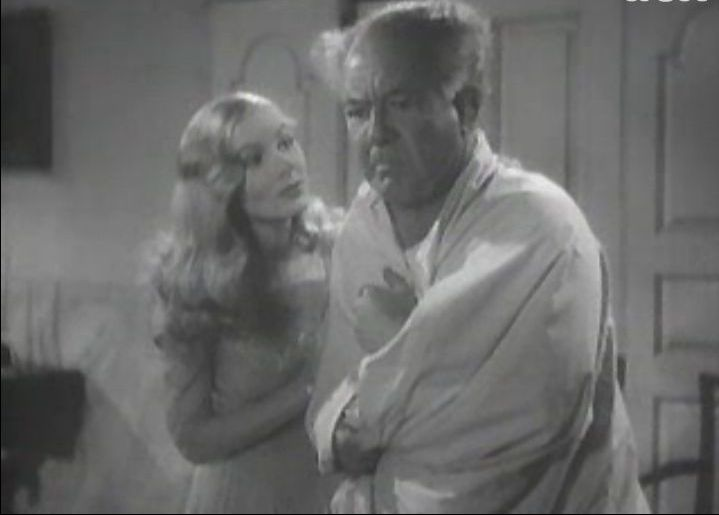
Veronica Lake insieme a Cecil Kellaway in Ho sposato una strega (1942)

Malgrado il successo e i guadagni (fino a 4500 dollari la settimana), la Lake, a causa di una personalità problematica e di disturbi psichici, si guadagnò la fama di persona difficile e fu etichettata come the bitch; Joel McCrea rifiutò di lavorare di nuovo con lei affermando che "la vita è troppo corta per girare due film con Veronica Lake"; lo scrittore Raymond Chandler, autore e sceneggiatore de La dalia azzurra, la definì sarcasticamente "Moronica Lake" (moron: ritardato mentale); ma nonostante ciò, Bette Davis la definì "la persona più bella mai arrivata a Hollywood". In aggiunta ai problemi caratteriali, dovette affrontare una serie di eventi avversi: il secondo figlio morì nel 1943 a una settimana dalla nascita, divorziò dal marito, ricevette stroncature per Un'ora prima dell'alba (1944), e le fu persino chiesto dal governo di cambiare look: molte operaie, avendone imitato la pettinatura, erano state vittime di gravi infortuni sul lavoro, a causa delle lunghe chiome che s'incastravano nei macchinari. La nuova acconciatura privò Veronica del suo fascino, ma ormai il successo al botteghino non era più quello degli anni precedenti. Dal 1945 la Paramount la relegò in film di secondo piano, a eccezione del noir La dalia azzurra (1946), con Alan Ladd, l'ultimo suo film di successo. In quegli anni cominciò a prendere lezioni di volo e nel 1948 pilotò il suo piccolo aereo da Los Angeles a New York.
Mentre le condizioni di salute peggioravano, il secondo marito, il regista André De Toth, la dissuase dal sottoporsi a sedute dallo psichiatra e Lake iniziò a bere, ulteriore svantaggio per la carriera, che subì un brusco arresto nel 1948, quando la Paramount rescisse il contratto. Per l'attrice cominciò una spirale tragica: citata in giudizio dalla madre per non avere provveduto a lei, e dal fisco per evasione, nel 1952 la Lake, che dal 1948 aveva girato solo due film, dichiarò bancarotta e lo stesso anno divorziò da De Toth, da cui aveva avuto due figli. A trent'anni, il suo periodo d'oro era finito.

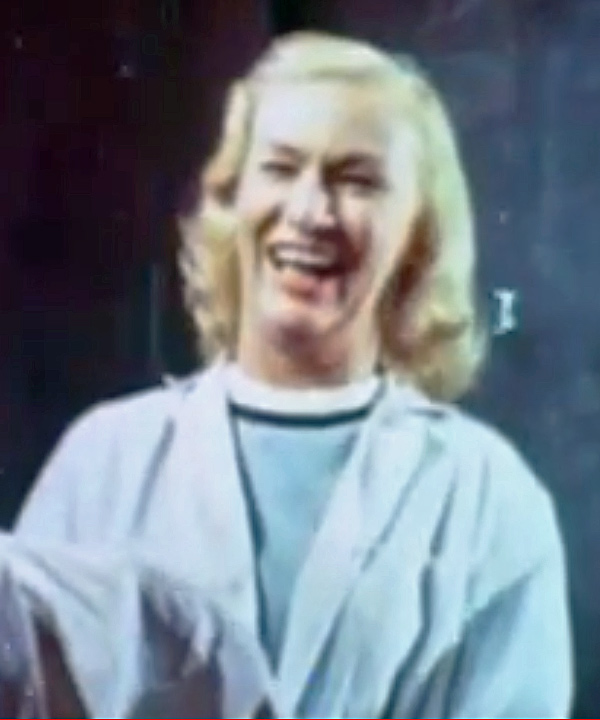
Veronica Lake nel trailer di Flesh Feast (1970), il suo ultimo film

Dopo alcuni lavori in teatro e in televisione, nel 1955 sposò il compositore Joseph McCarthy. Nel 1959 un infortunio alla caviglia le impedì di continuare a lavorare: divorziò da McCarthy e tornò a New York, dove la paranoia schizofrenica e la salute peggiorarono e non le fu più permesso vedere i figli. Fu più volte arrestata per ubriachezza e infine scoperta a lavorare come cameriera al bar di un albergo. Questo scoop la riportò alla ribalta per qualche tempo e le consentì di ottenere lavoretti in televisione, dove apparve in molti casi nel ruolo di se stessa, o in film di secondo piano. Pubblicò una sincera autobiografia (Veronica: The Autobiography of Veronica Lake) e con il ricavato finanziò nel 1970 il suo ultimo film, Flesh Feast, un imbarazzante b-movie horror che avrebbe dovuto riportarla alla notorietà, ma che passò assolutamente inosservato.
Dopo un periodo in Inghilterra (con relativo breve matrimonio con un marinaio) in cui recitò a teatro, nel 1973, durante un soggiorno nel Vermont presso il Centro Medico di Burlington, le fu diagnosticata una grave cirrosi epatica causata da anni di alcolismo e dovette essere ricoverata.
 Il 7 luglio 1973, a soli 50 anni e in gravi difficoltà economiche, Veronica Lake morì di epatite. Il servizio funebre si tenne presso la Cappella universale di New York con pochi presenti e il corpo fu cremato; tre anni dopo alcuni amici ne dispersero le ceneri al largo delle Isole Vergini, come da lei desiderato. Nel 2004 un'urna contenente parte delle sue ceneri è stata ritrovata in un negozio di antichità di Phoenicia.

## Citazioni e omaggi
- Il personaggio di Mozzafiato Mahoney (Breathless Mahoney), ideato dall'autore di fumetti Chester Gould nel 1945 per la celebre striscia Dick Tracy, fu ispirato da Veronica Lake[12]. È stata poi interpretata da Madonna nel famoso film del 1990 ma con un look completamente diverso.
- Veronica Lake è stata una delle fonti di ispirazione per il personaggio di Jessica Rabbit nel film Disney Chi ha incastrato Roger Rabbit (1988)[13].
- Kim Basinger vinse il premio Oscar come attrice non protagonista nel ruolo di una prostituta sosia di Veronica Lake, interpretato nel film L.A. Confidential (1997)[11]. Nel film si vede anche uno spezzone de Il fuorilegge.
- Il video di Britney Spears Lucky (2000) è un tributo a Veronica Lake.
- Nel 2021 è stato annunciato un film sulla vita dell'attrice, intitolato The Lost Blonde, prodotto da Little Dude Films, diretto da James Butler, con Clara Paget nel ruolo di Veronica Lake; l'uscita è prevista per il 2022[14].

## Filmografia

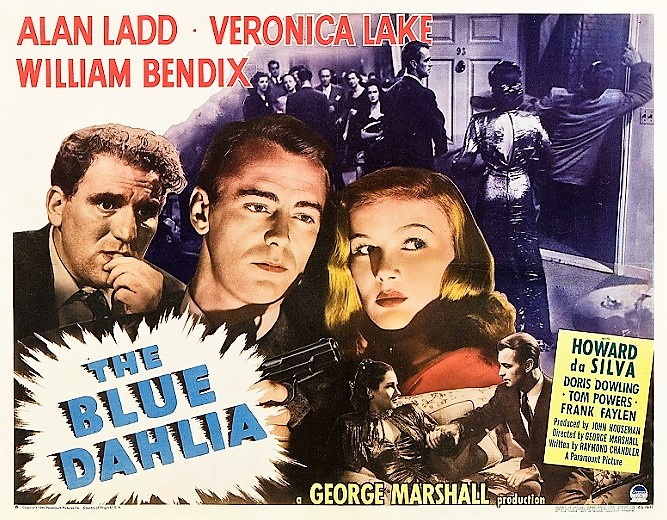
Il manifesto de La dalia azzurra (1946)

### Cinema
- Sorority House, regia di John Farrow (1939) (non accreditata)
- The Wrong Room, regia di Lou Brock (1939) (con il nome Connie Keane)
- Dancing Co-Ed, regia di Sylvan Simon (1939 (non accreditata)
- All Women Have Secrets, regia di Kurt Neumann (1939) (con il nome Constance Keane)
- Young As You Feel, regia di Malcolm St. Clair (1940) (con il nome Constance Keane)
- Forty Little Mothers, regia di Busby Berkeley (1940) (non accreditata)
- I cavalieri del cielo (I Wanted Wings), regia di Mitchell Leisen (1941)
- La porta d'oro (Hold Black the Dawn), regia di Mitchell Leisen (1941) (non accreditata)
- I dimenticati (Sullivan's Travels), regia di Preston Sturges (1941)
- Il fuorilegge (This Gun for Hire), regia di Frank Tuttle (1942)
- La chiave di vetro (The Glass Key), regia di Stuart Heisler (1942)
- Ho sposato una strega (I Married a Witch), regia di René Clair (1942)
- Signorine, non guardate i marinai (Star Spangled Rhythm), regia di George Marshall e A. Edward Sutherland (1942)
- Sorelle in armi (So Proudly We Hail!), regia di Mark Sandrich (1943)
- Un'ora prima dell'alba (The Hour Before the Dawn), regia di Frank Tuttle (1944)
- Bring on the Girls, regia di Sidney Lanfield (1945)
- Donne indiavolate (Out of This World), regia di Hal Walker (1945)
- Mi piace quella bionda (Hold that Blonde), regia di George Marshall (1945)
- Duffy's Tavern, regia di Hal Walker (1945)
- Miss Susie's Slagle's, regia di John Berry (1946)
- La dalia azzurra (The Blue Dahlia), regia di George Marshall (1946)
- La donna di fuoco (Ramrod), regia di André De Toth (1947)
- Rivista di stelle (Variety Girl), regia di George Marshall (1947)
- Saigon, regia di Leslie Fenton (1948)
- Filibustieri in gonnella (The Sainted Sisters), regia di William D. Russell (1948)
- Isn't It Romantic?, regia di Norman Z. McLeod (1948)
- Furia dei tropici (Slattery's Hurricane), regia di André De Toth (1949)
- Furia rossa (Stronghold), regia di Steve Sekely (1951)
- Footsteps in the Snow, regia di Martin Green (1966)
- Flesh Feast, regia di Brad F. Grinter (1970)

### Televisione
- Lights Out – serie TV, episodio 3x15 (1950)

## Doppiatrici italiane
- Rosetta Calavetta in Ho sposato una strega, Saigon, Un'ora prima dell'alba, La dalia azzurra, Mi piace quella bionda, Sorelle in armi, I dimenticati, La chiave di vetro, I cavalieri del cielo, Furia dei tropici, I filibustieri in gonnella, La donna di fuoco
- Paola Veneroni in Il fuorilegge
- Clelia Bernacchi in La porta d'oro
- Doriana Chierici in La chiave di vetro (ridoppiaggio)